# Diplotaxis griffithii
Diplotaxis griffithii là một loài thực vật có hoa trong họ Cải. Loài này được (Hook.f. & Thomson) Boiss. mô tả khoa học đầu tiên năm 1867.